# 释明心
释明心，越南僧人。他在欧洲建立了统一越南佛教教会，并在欧洲多个国家传播了越南佛教。

## 生平
在越南战争期间，他是富安省争取宗教自由和人权运动的领导人之一。1968年至1973年，他在东京立正大學佛教哲学系攻读研究生直至博士学位。在这五年期间，他在日本正式代表统一越南佛教教会。1983年，他在美国国际佛教学院受戒为上座。从2006年直至去世，他担任总部位于台湾的世界佛教僧伽会副会长。